# 横田卓二
横田 卓二（よこた たくじ、1886年（明治19年）3月10日 - 1971年（昭和46年）1月14日）は、大日本帝国陸軍軍人。最終階級は陸軍少将。位階勲等は従四位勲三等。

## 経歴
長野県飯山市出身。陸軍士官学校第19期卒業。1925年（大正13年）3月、陸軍騎兵少佐に進級し、同年9月時点で陸軍騎兵学校附の任にあった。1924年（大正14年）9月時点で騎兵第13連隊附を発令され、成蹊高等学校兼成蹊実務学校配属となり、1928年（昭和3年）3月に近衛騎兵連隊附に転じ、1929年（昭和4年）8月に陸軍騎兵中佐進級と同時に騎兵第16連隊附に着任した。1931年（昭和6年）3月に軍馬補充部十勝支部長に就任し、1933年（昭和8年）8月に騎兵第9連隊長（第9師団）に転補され、1934年（昭和9年）8月に陸軍騎兵大佐に進級した。
1936年（昭和11年）3月に騎兵13連隊長（近衛師団・騎兵第1旅団）に就任した。1938年（昭和13年）3月1日に陸軍少将進級と同時に待命となり、3月25日に予備役に編入された。
予備役編入後は帝国馬匹協会専務理事、日本馬事会理事などを歴任し、軍馬育成に尽力した。1971年（昭和46年）1月14日、動脈硬化により死去。

## 栄典
勲章等
- 1940年（昭和15年）8月15日 - 紀元二千六百年祝典記念章[13]